# Hjørdis Varmer
Hjørdis Varmer, född 4 mars 1936, död 23 april 2022, var en dansk författare. 
Varmer skrev böcker sedan 1971, huvudsakligen romaner för barn och ungdom, men skrev under senare delen av sitt författarskap också två romaner om sin svenska släkt: Johanna fra Småland (2006) och Tiden efter Johanna (2007).
Tillsammans med sin dotter, författaren Jette Varmer, drev hon Forlaget Vadis.